# Protium (isotoop)
Protium of 1H (soms waterstof-1 genoemd) is een stabiele isotoop van waterstof. De kern bestaat enkel uit een proton (vandaar de naam). Het is een van de drie op Aarde voorkomende isotopen van het element, naast deuterium (eveneens stabiel) en tritium (radioactief). De abundantie op Aarde is zeer hoog: ongeveer 99,9885% van alle waterstofatomen is protium.
Protium is van groot belang voor de kwantummechanica, omdat dit het enige atoom is waarvoor een exacte oplossing van de Schrödingervergelijking bestaat.